# Huesa
Huesa és un municipi de la província de Jaén (Espanya), pertanyent a la comarca de Sierra de Cazorla. El seu terme municipal limita amb Quesada al nord i a l'oest, Hinojares i Pozo Alcón a l'est, i la província de Granada al sud. Una petita part del seu municipi forma part del Parc Natural de la Serra de Cazorla, Segura i Las Villas.
Té una població de 2.553 habitants (2016).

## Orografia
El terme municipal de Huesa és una àrea d'abrupte relleu amb barrancs profundament encaixats. Les cotes mínimes, al voltant dels 420 metres sobre el nivell del mar, es troba a la part nord de la vall del riu Guadiana Menor, mentre que la màxima cota és el Caballo de Huesa, amb 1464 metres d'altitud. Altres relleus destacables són la Timoneda (1004 m), Penyal de Padilla (766 m), Gomel (688 m), Comibar (734 m), i Tabernillas (892 m), tots ells vèrtexs geodèsics.
Està delimitat per la seva part oriental meridional pels rius Guadiana Menor i Alicún (també anomenat Guadahortuna), respectivament; aquest últim desemboca al Guadiana Menor,.

## Història
Explica la tradició que el primer nom que va rebre Huesa va ser el de Villarosas, encara que no s'ha pogut confirmar, ja que les primeres dades de què disposa l'Ajuntament són del 25 de juny de 1275, any en què Alfonso X dona al Consell d'Úbeda els castells de Huesa i Tíscar, que van ser conquerits per Mohamed Hadon.
Va ser lloc de nombroses conteses entre moros i cristians. La primera conquesta cristiana sobre el Castell de Huesa va ser el 1275 quan va passar a dependre del Consell d'Úbeda per ordre d'Alfonso X. Encara que no va ser fins al 1455 quan es va conquistar definitivament pel Don Francisco de la Cueva, donant-li a Enric IV títol de Comtat.
A causa de les nombroses batalles que havien tingut lloc en aquesta zona hi havia una gran quantitat de restes d'ossos humans escampats per tot el territori. Explica la llegenda que va ser la Reina Isabel la Catòlica la qual, en un viatge cap a la província de Granada, en passar pel poble va dir: Això sembla un huesario! Derivant així el nom de Huesa de la paraula "Huesario".
A mitjans del segle xv i fins al segle xvii va ser denominada Poyatos, es creu que aquest nom ve donat per Pedro Poyatos que en aquesta època era posseïdor de grans finques en aquesta zona. L'antic rierol que hi havia és avui dia un dels carrers principals de Huesa: l'Avinguda d'Andalusia.

El dia 21 de desembre de 1361 va tenir lloc a Huesa la batalla de Linuesa, en la qual les tropes del regne de Castella i Lleó van derrotar a les tropes musulmanes del regne nassarita de Granada. Al comandament de les tropes castellanolleoneses es trobaven els cavallers Diego García de Padilla, Maestre de l'Ordre de Calatrava, Enrique Enríquez "el Mosso", Avançat major de la frontera d'Andalusia, i Men Rodríguez de Biedma, Caudillo major del bisbat de Jaén. 